# Софроний I Сиропул
Софроний I Сиропул (греч. Σωφρόνιος Α Συρόπουλος) — константинопольский патриарх с июня 1463 года по август 1464 года. Согласно разным источникам даты его правления варьируют от 1462 до 1465 года.
Часто отождествляется с Сильвестром Сиропулом — поздневизантийским историком.
Согласно Византийскому словарю под редакцией К. А. Филатова, родился в семье священника в конце XIV века. В 1424 году рукоположён в сан диакона, а в 1437 году стал великим экклесиархом и в этом звании участвовал в работе Ферраро-Флорентийского собора, на котором император Иоанн VIII Палеолог заключил унию с католической церковью.
Почти ничего не известно о его пребывании на патриаршем престоле. Известен документ с его именем, датированный августом 1464 года, в котором он заверял крест, принадлежавший императору Давиду Трапезундскому. Документ, вероятно, является подделкой, но несмотря на это, подтверждает, что Софроний на самом деле был патриархом. Согласно Бланше, который относит правление Софрония после Иоасафа, до избрания патриархом он был митрополитом Гераклеи.
Умер после 1464 года.
Основной его письменной работой было обширное сочинение о Ферраро-Флорентийском соборе, которое является одним из основных источников по истории собора. В своем сочинении подробно рассказал о ходе и деталях дискуссий на соборе, роли участников собора в обсуждении вероучительных вопросов.